# Hong Kong Football Association Cup 2023-2024
La Hong Kong Football Association Cup 2023-2024 è stata la 49ª edizione della coppa nazionale hongkonghese di calcio. La competizione è iniziata il 14 ottobre 2023 ed è terminata il 1º giugno 2024 con la finale.
Il vincitore della competizione si qualifica per la AFC Champions League 2 2024-2025.
Il Kitchee è la squadra campione in carica, avendo vinto il suo settimo titolo nell'edizione 2022-2023. Il titolo è stato vinto dall'Eastern. alla sua sesta coppa nazionale.

## Calendario
| Turno            | Date                          | Numero di incontri | Numero di squadre |
| ---------------- | ----------------------------- | ------------------ | ----------------- |
| Primo turno      | 14 ottobre - 25 novembre 2023 | 3                  | 11 → 8            |
| Quarti di finale | 2 dicembre - 9 marzo 2023     | 4                  | 8 → 4             |
| Semifinali       | 12 maggio 2024                | 2                  | 4 → 2             |
| Finale           | 1 giugno 2024                 | 1                  | 2 → 1             |

## Primo turno
| Squadra 1        | Risultato | Squadra 2         |
| ---------------- | --------- | ----------------- |
| 14 ottobre 2023  |           |                   |
| Sham Shui Po     | 1 - 0     | HK U-23           |
| 21 ottobre 2023  |           |                   |
| North District   | 1 - 4     | Lee Man           |
| 25 novembre 2023 |           |                   |
| Tai Po           | 0 - 1     | Resources Capital |

## Quarti di finale
| Squadra 1         | Risultato       | Squadra 2         |
| ----------------- | --------------- | ----------------- |
| 2 dicembre 2023   |                 |                   |
| H.K. Rangers      | 3 - 4           | Lee Man           |
| 9 dicembre 2023   |                 |                   |
| Southern District | 1 - 1 (4-5 dtr) | Sham Shui Po      |
| 16 dicembre 2023  |                 |                   |
| Eastern           | 1 - 0           | Resources Capital |
| 9 marzo 2024      |                 |                   |
| Kitchee           | 2 - 0           | HKFC              |

## Semifinali
| Squadra 1      | Risultato | Squadra 2    |
| -------------- | --------- | ------------ |
| 11 maggio 2024 |           |              |
| Lee Man        | 1 - 2     | Sham Shui Po |
| 12 maggio 2024 |           |              |
| Kitchee        | 1 - 2     | Eastern      |

## Finale
| Arbitro: | Yu Kin Fung |

|                                 |           |                             |
| Kozubaev 100’ Baffoe 102’, 115’ | Marcatori | 103’ Benavides 105+1’ Dunga |